# Железничка станица Сиркечи
Железничка станица Сиркечи гари (тур. Sirkeci Gari) је главна железничка станица европског дела Истанбула. Био је последња станица воза Оријент експрес.

## Историја
Након Кримског рата, Османлије се залажу за изградњу пруге између Европе и Истанбула. Први уговор је потписан са Енглезима у јануару 1857. али је био поништен због неликвидности енглеског предузећа Лабро. Тек у четвртом покушају потписан је уговор са немачким бароном Морисом де Хиршом (Baron Maurice de Hirsch) који је добио концесију за Румелијску железницу од Истанбула, Једрене (Едирне), Пловдива до Сарајева. Прве трачнице су положене према Халкалију 4. јуна 1870. у дужини од 15 километара. Трака је до 1873. продужена уз Мраморно море и Хадријанове зидине све до пијаце Еминону, где је изграђена станица Сиркечи .
Нови терминал, пруског архитекте Августа Јашмунда постављен је 1888. Поред станице налази се ресторан и хотел Оријент експрес. 
Први воз Оријент експреса кренуо је 4. октобра 1883. према станици Сиркечи. Путовање је трајало 80 часова, током кога се прешло 3.094 километара. Последњи Оријент експрес стигао је на ту станицу 19. маја 1977.

## Међународни саобраћај
Железничка станица Сиркечи представља полазну тачку за Европу. Важније транспортне чворове чине Атина, Софија, Београд и Букурешт, на којима дневно саобраћа Босфор екпрес. Путницима из Европе станица Сиркечи је последња станица према Азији. За наставак вожње прелази се босфорски мореуз трајектом и на железничкој станици Хајдарпаша наставља се пут према Истоку.